# Europese kampioenschappen judo 2024

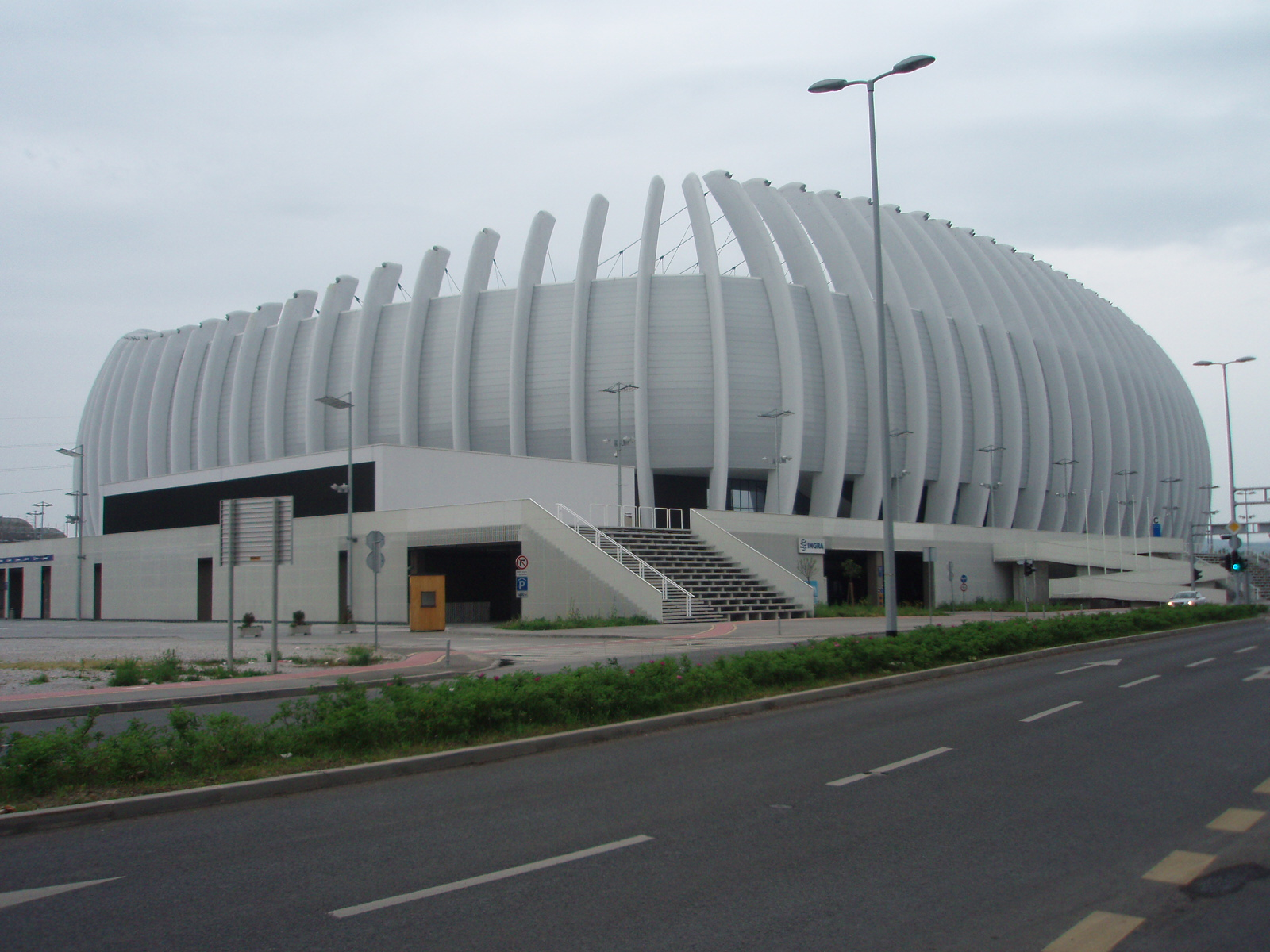
Arena Zagreb.

De Europese kampioenschappen judo 2024 voor mannen en vrouwen werden gehouden van 25 tot en met 28 april 2024 in Zagreb, Kroatië. De judoka's streden om de medailles in veertien gewichtsklassen, zeven bij de mannen en zeven bij de vrouwen. Daarnaast werd in het onderdeel 'gemengde landenteams' gestreden in zes gewichtsklassen, drie bij de mannen en drie bij de vrouwen. Op dit toernooi vielen kwalificatiepunten te behalen voor de Olympische Zomerspelen in Parijs. De wedstrijden vonden plaats in de Arena Zagreb.
Rusland en Belarus waren net als vorig jaar uitgesloten van deelname. Naar aanleiding van de Russische invasie van Oekraïne verklaarde de Internationale Judofederatie (IJF) op 2 maart 2022 dat judoka's uit deze landen uitsluitend onder de vlag van de IJF mogen deelnemen aan de Europese kampioenschappen en andere door de IJF georganiseerde toernooien, en dus voorlopig niet voor hun land mogen uitkomen. Dit jaar maken 23 judoka's (12 mannen en 11 vrouwen) gebruik van deze regeling.

## Resultaten

### Mannen
| Gewichtsklasse | Goud                 | Zilver            | Brons                                     |
| -------------- | -------------------- | ----------------- | ----------------------------------------- |
| – 60 kg        | Francisco Garrigós   | Balabay Aghayev   | Salih Yıldız Cédric Revol                 |
| – 66 kg        | Vazha Margvelashvili | Muhammed Demirel  | Bence Pongrácz Elios Manzi                |
| – 73 kg        | Hidayət Heydərov     | Daniil Lavrentiev | Joan-Benjamin Gaba Lasja Sjavdatoeasjvili |
| – 81 kg        | Tato Grigalasjvili   | Frank de Wit      | Vedat Albayrak Shamil Borchashvili        |
| – 90 kg        | Eljan Hajiyev        | Krisztián Tóth    | Lasja Bekaoeri Alex Creţ                  |
| – 100 kg       | Matvey Kanikovskiy   | Ilia Sulamanidze  | Michael Korrel Gennaro Pirelli            |
| + 100 kg       | Inal Tasoev          | Guram Tushishvili | Tamerlan Bashaev Márius Fízeľ             |

### Vrouwen
| Gewichtsklasse | Goud             | Zilver              | Brons                                |
| -------------- | ---------------- | ------------------- | ------------------------------------ |
| – 48 kg        | Kristina Dudina  | Blandine Pont       | Catarina Costa Tamar Malca           |
| –52 kg         | Distria Krasniqi | Odette Giuffrida    | Réka Pupp Ariane Toro                |
| –57 kg         | Daria Bilodid    | Kaja Kajzer         | Eteri Liparteliani Timna Nelson-Levy |
| –63 kg         | Renata Zachová   | Joanne van Lieshout | Andreja Leški Savita Russo           |
| –70 kg         | Barbara Matić    | Elisavet Teltsidou  | Ai Tsunoda Roustant Lara Cvjetko     |
| –78 kg         | Audrey Tcheuméo  | Anna-Maria Wagner   | Alina Böhm Inbar Lanir               |
| + 78 kg        | Raz Hershko      | Julia Tolofua       | Léa Fontaine Kayra Ozdemir           |

### Gemengd
Bij het onderdeel gemengde landenteams strijden judoka's om de medailles in zes gewichtsklassen, drie bij de mannen (−73 kg, −90 kg, +90 kg) en drie bij de vrouwen (−57 kg, −70 kg, +70 kg).
| Onderdeel    | Goud      | Zilver  | Brons     |
| ------------ | --------- | ------- | --------- |
| Gemengd team | Frankrijk | Georgië | Duitsland |
| Gemengd team | Frankrijk | Georgië | Servië    |

### Medaillespiegel
| Plaats | Land                | Goud | Zilver | Brons | Totaal |
| –      | Neutrale deelnemers | 3    | 1      | 1     | 5      |
| 1      | Georgië             | 2    | 2      | 3     | 7      |
| 2      | Azerbeidzjan        | 2    | 1      | 0     | 3      |
| 3      | Frankrijk           | 1    | 2      | 3     | 6      |
| 4      | Israël              | 1    | 0      | 3     | 4      |
| 5      | Spanje              | 1    | 0      | 2     | 3      |
| 6      | Kroatië             | 1    | 0      | 1     | 2      |
| 7      | Tsjechië            | 1    | 0      | 0     | 1      |
| 7      | Kosovo              | 1    | 0      | 0     | 1      |
| 7      | Oekraïne            | 1    | 0      | 0     | 1      |
| 10     | Nederland           | 0    | 2      | 1     | 3      |
| 11     | Italië              | 0    | 1      | 3     | 4      |
| 11     | Turkije             | 0    | 1      | 3     | 4      |
| 14     | Duitsland           | 0    | 1      | 1     | 2      |
| 14     | Slovenië            | 0    | 1      | 1     | 2      |
| 13     | Oekraïne            | 0    | 1      | 1     | 2      |
| 16     | Griekenland         | 0    | 1      | 0     | 1      |
| 17     | Oostenrijk          | 0    | 0      | 1     | 1      |
| 17     | Portugal            | 0    | 0      | 1     | 1      |
| 17     | Roemenië            | 0    | 0      | 1     | 1      |
| 17     | Slowakije           | 0    | 0      | 1     | 1      |
| Totaal | Totaal              | 14   | 14     | 28    | 56     |

## Prestaties Belgische en Nederlandse judoka's

### Belgische selectie
De Belgische selectie bestaat uit elf judoka's (vier mannen en zeven vrouwen) die zich voor individuele onderdelen hebben geplaatst. Matthias Casse (−81 kg) trok zich terug, omdat het toernooi niet past in zijn voorbereiding voor de Olympische Spelen.
Mannen
| judoka            | onderdeel | eerste ronde             | tweede ronde             | derde ronde          | kwartfinale                | halve finale         | herkansing           | finale / BM          | finale / BM    |
| judoka            | onderdeel | tegenstander uitslag     | tegenstander uitslag     | tegenstander uitslag | tegenstander uitslag       | tegenstander uitslag | tegenstander uitslag | tegenstander uitslag | rang           |
| ----------------- | --------- | ------------------------ | ------------------------ | -------------------- | -------------------------- | -------------------- | -------------------- | -------------------- | -------------- |
| Jorre Verstraeten | −60 kg    | Christos Pintsis W 10:00 | Ariel Shulman W 10:00    | n.v.t.               | Francisco Garrigós V 10:00 | n.v.t.               | Artem Lesiuk V 00:01 | n.v.t.               | 7e             |
| Jarne Duyck       | −81 kg    | bye                      | Anri Egustitze V 00:01   | n.v.t.               | niet geplaatst             | niet geplaatst       | niet geplaatst       | niet geplaatst       | niet geplaatst |
| Sami Chouchi      | −90 kg    | Toni Miletic W 01:00     | Lasja Bekaoeri V 02:00   | n.v.t.               | niet geplaatst             | niet geplaatst       | niet geplaatst       | niet geplaatst       | niet geplaatst |
| Toma Nikiforov    | −100 kg   | George Udsilauri W 00:10 | Ilia Sulamanidze V 01:00 | n.v.t.               | niet geplaatst             | niet geplaatst       | niet geplaatst       | niet geplaatst       | niet geplaatst |

Vrouwen
| judoka           | onderdeel | eerste ronde             | tweede ronde             | derde ronde          | kwartfinale             | halve finale         | herkansing             | finale / BM          | finale / BM    |
| judoka           | onderdeel | tegenstander uitslag     | tegenstander uitslag     | tegenstander uitslag | tegenstander uitslag    | tegenstander uitslag | tegenstander uitslag   | tegenstander uitslag | rang           |
| ---------------- | --------- | ------------------------ | ------------------------ | -------------------- | ----------------------- | -------------------- | ---------------------- | -------------------- | -------------- |
| Loïs Petit       | −48 kg    | bye                      | Blandine Pont V 00:10    | n.v.t.               | niet geplaatst          | niet geplaatst       | niet geplaatst         | niet geplaatst       | niet geplaatst |
| Ellen Salens     | −48 kg    | Katharina Tanzer W 10:00 | Maruša Štangar W 00:10   | n.v.t.               | Kristina Dudina V 10:00 | n.v.t.               | Catarina Costa V 00:01 | n.v.t.               | 7e             |
| Amber Ryheul     | −52 kg    | Naomi van Krevel V 01:00 | n.v.t.                   | n.v.t.               | niet geplaatst          | niet geplaatst       | niet geplaatst         | niet geplaatst       | niet geplaatst |
| Mina Libeer      | −57 kg    | bye                      | Priscilla Gneto V 10:00  | n.v.t.               | niet geplaatst          | niet geplaatst       | niet geplaatst         | niet geplaatst       | niet geplaatst |
| Alessia Corrao   | −63 kg    | Renata Zachová V 10:00   | n.v.t.                   | n.v.t.               | niet geplaatst          | niet geplaatst       | niet geplaatst         | niet geplaatst       | niet geplaatst |
| Gabriela Willems | −70 kg    | Medina Taimazova W 00:10 | Joana Crisostomo V 00:10 | n.v.t.               | niet geplaatst          | niet geplaatst       | niet geplaatst         | niet geplaatst       | niet geplaatst |
| Vicky Verschaere | −78 kg    | Dary Kantsavaya V 00:10  | n.v.t.                   | n.v.t.               | niet geplaatst          | niet geplaatst       | niet geplaatst         | niet geplaatst       | niet geplaatst |

### Nederlandse selectie
De Nederlandse selectie bestaat uit tweeëntwintig judoka's, waarvan er achttien (negen vrouwen en negen mannen) voor individuele onderdelen zijn geplaatst. Voor het slotonderdeel 'gemengd landenteam' zijn Pleuni Cornelisse (−57 kg), Margit de Voogd (−70 kg), Carmen Dijkstra (+78 kg) en Ian van Herk (−90 kg) in de selectie opgenomen. Sanne van Dijke trok zich terug omdat ze zich wegens een blessure onvoldoende had kunnen voorbereiden op het toernooi. Tornike Tsjakadoea werd uitgesloten van deelname omdat hij bij de weging te zwaar bleek voor zijn gewichtsklasse.
Mannen
| judoka             | onderdeel | eerste ronde              | tweede ronde              | derde ronde            | kwartfinale            | halve finale           | herkansing             | finale / BM                | finale / BM    |
| judoka             | onderdeel | tegenstander uitslag      | tegenstander uitslag      | tegenstander uitslag   | tegenstander uitslag   | tegenstander uitslag   | tegenstander uitslag   | tegenstander uitslag       | rang           |
| ------------------ | --------- | ------------------------- | ------------------------- | ---------------------- | ---------------------- | ---------------------- | ---------------------- | -------------------------- | -------------- |
| Emiel Jaring       | −60 kg    | Ariel Shulman V 11:00     | n.v.t.                    | n.v.t.                 | niet geplaatst         | niet geplaatst         | niet geplaatst         | niet geplaatst             | niet geplaatst |
| Tornike Tsjakadoea | −60 kg    |                           |                           |                        |                        |                        |                        |                            |                |
| Koen Heg           | −73 kg    | Turpal Djoukaev V 01:00   | n.v.t.                    | n.v.t.                 | niet geplaatst         | niet geplaatst         | niet geplaatst         | niet geplaatst             | niet geplaatst |
| Frank de Wit       | −81 kg    | bye                       | Oskari Mäkinen W 10-00    | Adrian Şulcă W 11-00   | Maxim Trigub W 00-01   | Vedat Albayrak W 00-01 | n.v.t.                 | Tato Grigalasjvili V 10:00 | Zilver         |
| Noël van 't End    | −90 kg    | bye                       | Mikhail Igolnikov W 00:01 | Nieto Trinidad W 02:00 | Krisztian Toth V 10:00 | n.v.t.                 | Alexis Mathieu W 02:00 | Alex Cret V 10:00          | 5e             |
| Simeon Catharina   | −100 kg   | Marko Kumrić W 00:01      | Zelym Kotsoiev V 10:00    | n.v.t.                 | niet geplaatst         | niet geplaatst         | niet geplaatst         | niet geplaatst             | niet geplaatst |
| Michael Korrel     | −100 kg   | Piotr Kuczera W 10:00     | Bojan Dosen W 10:00       | n.v.t.                 | Zlatko Kumrić V 00:01  | n.v.t.                 | Zsombor Veg W 00:01    | Zelym Kotsoiev W 01:00     | Brons          |
| Jur Spijkers       | +100 kg   | Saba Inaneishvili W 11:00 | Enej Marinic W 02:00      | n.v.t.                 | Inal Tasoev V 02:00    | n.v.t.                 | Jelle Snippe W 02:00   | Tamerlan Bashaev V 00:02   | 5e             |
| Jelle Snippe       | +100 kg   | bye                       | Khamzat Saparbaev W 01:00 | n.v.t.                 | Marius Fizel V 00:11   | n.v.t.                 | Jur Spijkers V 02:00   | n.v.t.                     | 7e             |

Vrouwen
| judoka              | onderdeel | eerste ronde                  | tweede ronde                 | derde ronde              | kwartfinale                   | halve finale            | herkansing               | finale / BM            | finale / BM    |
| judoka              | onderdeel | tegenstander uitslag          | tegenstander uitslag         | tegenstander uitslag     | tegenstander uitslag          | tegenstander uitslag    | tegenstander uitslag     | tegenstander uitslag   | rang           |
| ------------------- | --------- | ----------------------------- | ---------------------------- | ------------------------ | ----------------------------- | ----------------------- | ------------------------ | ---------------------- | -------------- |
| Naomi van Krevel    | −52 kg    | Amber Ryheul W 01:00          | Ariane Toro V 02:01          | n.v.t.                   | niet geplaatst                | niet geplaatst          | niet geplaatst           | niet geplaatst         | niet geplaatst |
| Julie Beurskens     | −57 kg    | Anastasiia Chyzhevska W 02:00 | Pauline Starke V 10:00       | n.v.t.                   | niet geplaatst                | niet geplaatst          | niet geplaatst           | niet geplaatst         | niet geplaatst |
| Pleuni Cornelisse   | −57 kg    | bye                           | Muna Dahouk W 10:00          | Seija Ballhaus V 10:00   | niet geplaatst                | niet geplaatst          | niet geplaatst           | niet geplaatst         | niet geplaatst |
| Joanne van Lieshout | −63 kg    | bye                           | Yoana Manova W 10-00         | Yana Makretskaya W 10-00 | Lubjana Piovesana W 10-00     | Katarina Kristo W 00-01 | n.v.t.                   | Renata Zachová V 10:01 | Zilver         |
| Geke van den Berg   | −63 kg    | bye                           | Habibe Afyonlu W 00:01       | Andreja Leški V 01:00    | niet geplaatst                | niet geplaatst          | niet geplaatst           | niet geplaatst         | niet geplaatst |
| Sanne van Dijke     | −70 kg    |                               |                              |                          |                               |                         |                          |                        |                |
| Hilde Jager         | −70 kg    | Kaja Schuster W01:00          | Giovanna Scoccimarro W 00:01 | n.v.t.                   | Barbara Matić V 01:00         | n.v.t.                  | Lara Cvjetko V 00:10     | n.v.t.                 | 7e             |
| Guusje Steenhuis    | −78 kg    | bye                           | Karla Prodan W 01:00         | n.v.t.                   | Yelyzaveta Lytvynenko V 00:01 | n.v.t.                  | Patricia Sampaio V 01:00 | n.v.t.                 | 7e             |
| Marit Kamps         | +78 kg    | bye                           | Larisa Cerić V 00:10         | n.v.t.                   | niet geplaatst                | niet geplaatst          | niet geplaatst           | niet geplaatst         | niet geplaatst |
| Karen Stevenson     | +78 kg    | Erica Simonetti W 00:10       | Raz Hershko V 10:00          | n.v.t.                   | niet geplaatst                | niet geplaatst          | niet geplaatst           | niet geplaatst         | niet geplaatst |